# Dicarpellum baillonianum
Dicarpellum baillonianum är en benvedsväxtart som först beskrevs av Ludwig Eduard Theodor Loesener, och fick sitt nu gällande namn av Albert Charles Smith. Dicarpellum baillonianum ingår i släktet Dicarpellum och familjen Celastraceae. Inga underarter finns listade.